# WS-SecurityPolicy
A WS-SecurityPolicy egy WS* specifikáció, amit az IBM és 12 másik cég hozott létre és lett OASIS szabvány az 1.2-es verziótól kezdve. A WS-SecurityPolicy kiegészíti a  WS-Security, WS-Trust és WS-SecureConversation által definiált biztonsági szabályokat. A WS-SecurityPolicy alapja a WS-Policy framework. 
A WS-SecurityPolicy több általános biztonsági beállítást tesz lehetővé, mint például a Szállítási rétegre (<TransportBinding>), valamint az üzenet rétegre vonatkozó biztonsági beállítások (<AsymmetricBinding>), időbélyegzés és a tokenek típusainak meghatározása.
A WS-SecurityPolicy a következő esetekre kínál megoldást:
- Az olyan üzenet elemek azonosítása, amiket alá kell írni, titkosítani kell, vagy a létezésüket kell ellenőrizni.
- Token formátumok meghatározása (SAML, X509, felhasználónév, stb...).
- Biztonsági beállítások, amik a szállítási és üzenet réteg biztonságát, a kriptográfiai algoritmusokat határozzák meg, valamint a szükséges időbélyegeket írják le.
- Saját token eljárások, amikkel például felhasználónévvel lehet azonosítást végezni.

A WS-SecurityPolicy legtöbbször a Webszolgáltatást leíró WSDL-hez van hozzáadva, a  WS Policy Attachment-ben defniált módon.

## Példák
A következő névtereket kell beállítani:
```
<p:Policy
 

   
xmlns:p=
"http://www.w3.org/ns/ws-policy"
>

   
xmlns:sp="http://docs.oasis-open.org/ws-sx/ws-securitypolicy/200802">

   
...

</p:Policy>

```

Időbélyegzés használata:
```
<sp:IncludeTimestamp
 
/>

```

Szállítási réteg  (https) vagy üzenet réteg biztonság (XML Dsig/XML Enc):
```
<ExactlyOne>

  
<sp:TransportBinding>
...
</sp:TransportBinding>

  
<sp:AsymmetricBinding>
...
</sp:AsymmetricBinding >

</ExactlyOne>

```

SAML biztonsági tokenként:
```
<sp:IssuedToken>

  
<sp:RequestSecurityTokenTemplate>

    
<wst:TokenType>
...#SAMLV2.0
</wst:TokenType>

  
</sp:RequestSecurityTokenTemplate>

</sp:IssuedToken>

```

Token szolgáltatók és megadott token formátum használata:
```
<sp:IssuedToken>

  
<sp:Issuer>

    
<wsa:EndpointReference>

      
<wsa:Address>
http://sampleorg.com/sts
</wsa:Address>

     
</wsa:EndpointReference>

  
</sp:Issuer>

  
<sp:RequestSecurityTokenTemplate>

    
<wst:TokenType>

       
http://docs.oasis-open.org/wss/oasis-wss-saml-token-profile-1.0#SAMLAssertionID

    
</wst:TokenType>

        
...

  
</sp:RequestSecurityTokenTemplate>

  
...

</sp:IssuedToken>

```

Az üzenet fejléce és tartalma alá kell, hogy legyen írva:
```
<sp:SignedParts
 
xmlns:sp=
"..."
 
...
 
>

  
<sp:Body
 
/>
?

  
<sp:Header
 
Name=
"xs:NCName"
?
 
Namespace=
"xs:anyURI"
 
...
 
/>
*
...

</sp:SignedParts>

```

## További WS policy lehetőségek
A Web Services Security Policy Nyelv két különböző XML alapú leírási módot is jelent:
1. A fentebb bemutatott, WS-Policy framework alapú, az itt[2] megadott specifikációban leírtak szerinti nyelv
2. WSPL, A Webszolgáltatások XACML profiljában leírt nyelv, ami végül nem került véglegesítésre.[3]

## Fordítás
- Ez a szócikk részben vagy egészben  a   WS-SecurityPolicy című angol Wikipédia-szócikk ezen változatának fordításán alapul.  Az eredeti cikk szerkesztőit annak laptörténete sorolja fel. Ez a jelzés csupán a megfogalmazás eredetét és a szerzői jogokat jelzi, nem szolgál a cikkben szereplő információk forrásmegjelöléseként.